# Caroline Bedell Thomas
Pour les articles homonymes, voir Bedell et Thomas.
Caroline Cunningham Bedell Thomas (29 novembre 1904 - 14 décembre 1997) est une cardiologue américaine. Elle est considérée comme une pionnière dans l'étude de l'hypertension et de la médecine préventive. En 1970, elle devient la troisième femme professeure titulaire de la Johns Hopkins School of Medicine.

## Enfance et éducation
Bedell naît le 29 novembre 1904 à Ithaca, dans l'État de New York, de Mary Louise Crehore et Frederick Bedell. Elle obtient un baccalauréat ès arts summa cum laude du Smith College en 1925 avant de faire ses études supérieures à l'université Johns-Hopkins sous la direction de Herbert Spencer Jennings.

## Carrière
Bedell rejoint la faculté de l'université Johns-Hopkins en 1930 en tant qu'interne au département de médecine. L'année suivante, elle est promue professeure adjointe de médecine à l'école de médecine Johns-Hopkins, où elle mène des études sur l'électrocardiographie. Grâce à ses recherches, elle est élue membre de la médecine au Conseil national de la recherche et membre de la neuropathologie à la Harvard Medical School.
Bedell retourne à l'école de médecine Johns-Hopkins en tant que membre de la faculté après sa bourse de Harvard en 1935. Elle se marie également avec le Dr Henry M. Caroline Thomas, Jr, dont elle prend le nom de famille. En 1936, alors qu'elle travaille avec des souris, elle découvre que le sulfanilamide peut interrompre et prévenir la cardiopathie rhumatismale et d'autres infections. Tout en travaillant sous la direction de son mentor et directeur de département Warfield Theobald Longcope, elle étudie les modèles neurogéniques d'hypertension et les effets de la sympathectomie sur la pression artérielle. Thomas est simultanément médecin à la Bryn Mawr School, consultant civil auprès du Army Surgeon General et dirige un cabinet privé.
Longcope encourage Caroline Thomas à lancer une cardiologie pour adultes, où elle mène une étude longitudinale sur les facteurs prédictifs des maladies cardiaques, du cancer et du suicide, appelée « l'étude des précurseurs ». Entre 1948 et 1964, Caroline Thomas mène des études sur 1 337 étudiants et diplômés de Johns Hopkins, principalement composés de jeunes hommes blancs, afin de limiter les facteurs de confusion. L'objectif initial de l'étude était de déterminer les précurseurs des maladies cardiaques en soumettant chaque participant à une série d'examens physiques et à un questionnaire de 11 pages sur les habitudes alimentaires et le mode de vie, les antécédents familiaux et les caractéristiques psychosociales. Les résultats de ses recherches ont montré que parmi les hommes étudiés, ceux qui développaient une maladie coronarienne avaient également un taux de cholestérol élevé, mais pas l'inverse. Elle a également constaté que les diplômés qui souffraient d'anxiété ou de dépression pendant leurs études étaient plus susceptibles d'être fatigués et d'obtenir de moins bons résultats scolaires. Thomas pensait que les maladies physiques avaient des composantes génétiques, environnementales, psychologiques et physiologiques. Cette étude devient la première étude longitudinale utilisée pour déterminer les prédicteurs des maladies cardiaques, du cancer et du suicide chez les jeunes. Avant de prendre sa retraite, Thomas publie plus de 130 manuscrits de l'étude Precursors dans des revues évaluées par des pairs. Les futures études de prédicteurs telles que l'étude Framingham Heart, l'étude Harvard Physicians Health et l'étude nationale Nurses ont utilisé son modèle Precursors comme guide.
Bien que l'étude soit devenue influente, Caroline Thomas a du mal à maintenir ses fonds. Elle acceptait souvent un salaire moindre ou mettait fin prématurément à l'inscription de la cohorte. En raison du manque de fonds, 1964 est la dernière cohorte étudiée par Caroline Thomas. Elle était si désespérée qu'elle offrait des héritages familiaux aux donateurs en échange de dons, mais personne n'acceptait jamais. Avant de mettre fin à l'étude, elle reçoit en 1957 le James D. Bruce Memorial Award pour son travail en médecine préventive. En juin 1970, Caroline Thomas est promue au rang de professeure titulaire, la troisième femme à le faire. Elle conserve ce rôle jusqu'à sa retraite en 1986 à l'âge de 82 ans.
Caroline Thomas décède le 14 décembre 1997 des suites d'une maladie à Roland Park Place à Baltimore.